# Krzysztof Buśko
Krzysztof Buśko – polski specjalista biomechaniki, fizjologii sportu i ćwiczeń fizycznych, dr hab. nauk o kulturze fizycznej, profesor Instytutu Kultury Fizycznej Uniwersytetu Kazimierza Wielkiego.

## Życiorys
W 1982 ukończył studia nauk o kulturze fizycznej w Akademii Wychowania Fizycznego Józefa Piłsudskiego w Warszawie, w 1991 obronił pracę doktorską Zmiany mocy mięśni kończyn dolnych z uwzględnieniem predyspozycji szybkościowych i wytrzymałościowych, 3 lipca 2007 habilitował się na podstawie pracy zatytułowanej Analiza wpływu programów treningu o różnej strukturze intensywności na siłę i moc maksymalną mięśni kończyn dolnych człowieka. 21 września 2020 uzyskał tytuł profesora nauk medycznych i nauk o zdrowiu.
Został zatrudniony na stanowisku adiunkta w Instytucie Sportu - Państwowego Instytutu Badawczego.
Awansował na stanowisko profesora nadzwyczajnego w Instytucie Turystyki i Rekreacji na Wydziale Wychowania Fizycznego Akademii Wychowania Fizycznego Józefa Piłsudskiego w Warszawie, w Instytucie Sportu, w Instytucie Kultury Fizycznej na Wydziale Kultury Fizycznej, Zdrowia i Turystyki Uniwersytetu Kazimierza Wielkiego.
Jest profesorem  w Instytucie Kultury Fizycznej Uniwersytetu Kazimierza Wielkiego.